# Velikonočno tridnevje
Velikonôčno tridnévje je izraz, ki opisuje zadnje tri dni pred praznikom krščanske velike noči. Izraz 
velikonočno tridnevje se uporablja zlasti v Rimskokatoliški Cerkvi, tudi druge krščanske Cerkve pa se v tem obdobju intenzivno pripravljajo na največji krščanski praznik - veliko noč.
Velikonočno tridnevje (od velikega četrka zvečer do velike noči zvečer) sestavljajo:
- veliki četrtek zvečer, ki je posvečen spominu na zadnjo večerjo,
- veliki petek, ki je posvečen spominu na Jezusovo križanje in smrt,
- velika sobota je v prvem delu posvečena čaščenju Jezusa v Božjem grobu med velikonočno vigilijo pa se obredi že prevesijo v praznovanje jezusovega vstajenja.

Velikonočna nedelja, ki ni del velikonočnega tridnevja, je v celoti posvečena spominu na Jezusovo vstajenje.
Z velikonočnim tridnevjem se končujeta veliki teden (zadnji teden pred veliko nočjo) in postni čas (obdobje od pepelnice do velike noči) in se začenja velikonočni čas.